# Államok vezetőinek listája 1992-ben
Ezen az oldalon az 1992-ben fennálló államok vezetőinek névsora olvasható földrészek, majd országok szerinti bontásban.

## Európa
- Albánia (köztársaság)
  - Államfő - 
    1. Ramiz Alia (1982–1992)
    2. Kastriot Islami (1992)
    3. Pjetër Arbnori (1992)
    4. Sali Berisha (1992–1997), lista

  - Kormányfő - 
    1. Vilson Ahmeti (1991–1992)
    2. Aleksandër Meksi (1992–1997), lista
- Andorra (parlamentáris társhercegség)
  - Társhercegek
    - Francia társherceg – François Mitterrand (1981–1995), lista
    - Episzkopális társherceg – Joan Martí i Alanis (1971–2003), lista

  - Kormányfő – Òscar Ribas Reig (1990–1994), lista
- Ausztria (szövetségi köztársaság)
  - Államfő - 
    1. Kurt Waldheim (1986–1992)
    2. Thomas Klestil (1992–2004), lista

  - Kancellár – Franz Vranitzky (1986–1997), szövetségi kancellár lista
- Azerbajdzsán (köztársaság)
  - Államfő - 
    1. Ayaz Mütəllibov (1990–1992)[1]
    2. Əbülfəz Elçibəy (1992–1993), lista

  - Kormányfő - 
    1. Hasan Hasanov (1990–1992)[1]
    2. Rahim Huseynov (1992–1993), lista

  -  Hegyi-Karabah Köztársaság (részlegesen elismert szakadár állam)
  - 1992. január 6-án kiáltotta ki függetlenségét.
    - Államfő - 
      1. Artur Mkrtcsján (1992)
      2. Georgij Petroszján (1992–1993), lista

    - Miniszterelnök – Robert Kocsarján (1992–1994), lista
- Belgium (parlamentáris monarchia)
  - Uralkodó – I. Baldvin király (1951–1993)
  - Kormányfő - 
    1. Wilfried Martens (1981–1992)
    2. Jean-Luc Dehaene (1992–1999), lista
- Bosznia-Hercegovina (szövetségi köztársaság)
- 1992. március 3-án vált függetlenné
  - Államfő – Alija Izetbegović (1990–1996)
  - Miniszterelnök - 
    1. Mile Akmadžić (1992–1993)
    2. Haris Silajdžić (1993–1996), lista

  - Bosznia-hercegovinai Szerb Köztársaság
  - 1992-ben kiáltotta ki függetlenségét
    - Elnök – 
      1. Momcilo Krajišnik (1991–1992)
      2. Radovan Karadžić (1992–1996), lista

    - Miniszterelnök – 
      1. Miodrag Simović (1991–1992)
      2. Branko Djerić (1992–1993), lista
- Bulgária (köztársaság)
  - Államfő – Zselju Zselev (1990–1997), lista
  - Kormányfő - 
    1. Filip Dimitrov (1991–1992)
    2. Ljuben Berov (1992–1994), lista
- Ciprus (köztársaság)
  - Államfő – Jórgosz Vaszilíu (1988–1993), lista
  -  Észak-Ciprus (szakadár állam, csak Törökország ismeri el)
    - Államfő – Rauf Raif Denktaş (1975–2005), lista
    - Kormányfő – Derviş Eroğlu (1985–1994), lista
- Cseh és Szlovák Szövetségi Köztársaság (köztársaság)
  - 1992. december 31-én felbomlott
  - Államfő - 
    1. Václav Havel (1989–1992)
    2. Jan Stráský (1992) lista

  - Kormányfő - 
    1. Marián Čalfa (1989–1992)
    2. Jan Stráský (1992) lista
- Dánia (parlamentáris monarchia)
  - Uralkodó – II. Margit királynő (1972–2024)
  - Kormányfő – Poul Schlüter (1982–1993), lista
  -  Feröer
    - Kormányfő – Atli Pætursson Dam (1991–1993), lista

  -  Grönland
    - Kormányfő – Lars Emil Johansen (1991–1997), lista
- Egyesült Királyság (parlamentáris monarchia)
  - Uralkodó – II. Erzsébet Nagy-Britannia királynője (1952–2022)
  - Kormányfő – John Major (1990–1997), lista
  -  Gibraltár (brit tengerentúli terület)
    - Kormányzó – Sir Derek Reffell (1989–1993), lista
    - Főminiszter – Joe Bossano (1988–1996), lista

  -  Guernsey Bailiffség (brit koronafüggőség)
    - Alkormányzó – Sir Michael Wilkins (1990–1994), lista

  -  Jersey Bailiffség (brit koronafüggőség)
    - Alkormányzó – Sir John Sutton (1990–1995), lista

  -  Man-sziget (brit koronafüggőség)
    - Alkormányzó – Sir Laurence Jones (1990–1995), lista
    - Főminiszter – Miles Walker (1986–1996), lista
- Észtország (köztársaság)
  - Államfő - 
    1. Arnold Rüütel (1990–1992), Észtország Legfelsőbb Tanácsának elnöke
    2. Lennart Meri (1992–2001), lista

  - Kormányfő - 
    1. Edgar Savisaar (1990–1992), az Átmeneti Kormány elnöke
    2. Tiit Vähi (1992), az Átmeneti Kormány elnöke
    3. Mart Laar (1992–1994), lista
- Fehéroroszország (köztársaság)
  - Államfő – Sztanyiszlav Suskevics (1990–1994) (elnök), lista
  - Kormányfő – Vjacseszlav Kebics (1990–1994),[2] lista
- Finnország (köztársaság)
  - Államfő – Mauno Koivisto (1982–1994), lista
  - Kormányfő – Esko Aho (1991–1995), lista
  -  Åland
    - Kormányfő – Ragnar Erlandsson (1991–1995)
- Franciaország (köztársaság)
  - Államfő – François Mitterrand (1981–1995), lista
  - Kormányfő - 
    1. Édith Cresson (1991–1992)
    2. Pierre Bérégovoy (1992–1993), lista
- Görögország (köztársaság)
  - Államfő – Konsztantinosz Karamanlisz (1990–1995), lista
  - Kormányfő – Konsztantínosz Micotákisz (1990–1993), lista
- Grúzia (köztársaság)
  - Államfő - 
    1. Zviad Gamszahurdia (1990–1992)[3]
    2. Tengiz Kitovani és Dzsaba Joszeliani, Grúzia Katonai Tanácsának társelnökei (1992)
    3. Eduard Sevardnadze (1992–2003), lista

  - Kormányfő - 
    1. Besszarion Gugusvili (1991–1992)
    2. Tengiz Szigua (1992–1993), lista

  -  Abházia (nemzetközileg el nem ismert állam)
  - 1992. július 23-án kiáltotta ki függetlenségét
    - Államfő – Vlagyiszlav Ardzinba (1990–2005), lista
    - Kormányfő – Vazsa Zarandia (1992–1993), lista

  - Adzsaria (nemzetközileg el nem ismert állam)
    - Államfő – Aszlan Abasidze (1991–2004)

  -  Dél-Oszétia (nemzetközileg el nem ismert állam)
    - Elnök – Torez Kulumbegov (1991–1993), lista
    - Miniszterelnök – Oleg Teziev (1991–1993), lista
- Hollandia (parlamentáris monarchia)
  - Uralkodó – Beatrix királynő (1980–2013)
  - Miniszterelnök – Ruud Lubbers (1982–1994), lista
  -  Holland Antillák (a Holland Királyság tagállama)
    - lásd Észak-Amerikánál

  -  Aruba (a Holland Királyság tagállama)
    - lásd Észak-Amerikánál
- Horvátország (köztársaság)
  - Államfő – Franjo Tuđman (1990–1999),[4] lista
  - Kormányfő - 
    1. Franjo Gregurić (1991–1992)
    2. Hrvoje Šarinić (1992–1993), lista

  - Krajinai Szerb Köztársaság (el nem ismert szakadár állam)
    - Államfő – 
      1. Milan Babić (1991–1992)
      2. Goran Hadžić (1992–1994), lista

    - Kormányfő – 
      1. Dusan Vještica (1991–1992)
      2. Zdravko Zečević (1992–1993), lista
- Izland (köztársaság)
  - Államfő – Vigdís Finnbogadóttir (1980–1996), lista
  - Kormányfő – Davíð Oddsson (1991–2004), lista
- Írország (köztársaság)
  - Államfő – Mary Robinson (1990–1997), lista
  - Kormányfő - 
    1. Charles Haughey (1987–1992)
    2. Albert Reynolds (1992–1994), lista
- Jugoszlávia (köztársaság)
- 1992. április 27-én a volt JSZSZK két tagállama létrehozta a Jugoszláv Szövetségi Köztársaságot
  - Államfő - 
    1. Branko Kostić (1991–1992), a Jugoszláv Szocialista Szövetségi Köztársaság Elnökségének megbízott elnöke
    2. Dobrica Ćosić (1992–1993), lista

  - Kormányfő - 
    1. Aleksandar Mitrović (1991–1992), a JSZSZK Minisztertanácsának megbízott elnöke
    2. Milan Panić (1992–1993), lista

  - Koszovó (el nem ismert szakadár állam)
  - 1992. szeptember 22-én kiáltotta ki függetlenségét
    - Államfő – Ibrahim Rugova (1992–2000), lista
    - Kormányfő – Bujar Bukoshi (1991–2000), lista
- Lengyelország (köztársaság)
  - Államfő – Lech Wałęsa (1990–1995), lista
  - Kormányfő - 
    1. Jan Olszewski (1991–1992)
    2. Waldemar Pawlak (1992)
    3. Hanna Suchocka (1992–1993), lista
- Lettország (köztársaság)
  - Államfő – Anatolijs Gorbunovs (1988–1993),[5] lista
  - Kormányfő – Ivars Godmanis (1990–1993),[5] lista
- Liechtenstein
  - Uralkodó – II. János Ádám, herceg (1989–)
  - Kormányfő – Hans Brunhart (1978–1993), lista
- Litvánia (köztársaság)
  - Államfő - 
    1. Vytautas Landsbergis (1990–1992),[6] a Legfelsőbb Tanács elnöke
    2. Algirdas Brazauskas (1992–1998), lista

  - Kormányfő - 
    1. Gediminas Vagnorius (1991–1992)
    2. Aleksandras Abišala (1992)
    3. Bronislovas Lubys (1992–1993), lista
- Luxemburg (parlamentáris monarchia)
  - Uralkodó – János nagyherceg (1964–2000)
  - Kormányfő – Jacques Santer (1984–1995), lista
- Macedónia (köztársaság)
  - Államfő – Kiro Gligorov (1991–1999), lista
  - Kormányfő - 
    1. Nikola Kljusev (1991–1992)
    2. Branko Crvenkovski (1992–1998), lista
- Magyarország (köztársaság)
  - Államfő – Göncz Árpád (1990–2000), lista
  - Kormányfő – Antall József (1990–1993), lista
- Málta (köztársaság)
  - Államfő – Ċensu Tabone (1989–1994), lista
  - Kormányfő – Edward Fenech Adami (1987–1996), lista
- Moldova (köztársaság)
  - Államfő – Mircea Snegur (1989–1997), lista
  - Kormányfő - 
    1. Valeriu Muravschi (1991–1992)
    2. Andrei Sangheli (1992–1997), lista

  -  Dnyeszter Menti Köztársaság (el nem ismert szakadár állam)
    - Elnök – Igor Szmirnov (1990–2011),[7] kombinált lista

  -  Gagauzia (el nem ismert szakadár állam)
    - Elnök – Stepan Topal (1990–1995)
- Monaco
  - Uralkodó – III. Rainier herceg (1949–2005)
  - Államminiszter – Jacques Dupont (1991–1994), lista
- Németország (szövetségi köztársaság)
  - Államfő – Richard von Weizsäcker (1984–1994),[8] lista
  - Kancellár – Helmut Kohl (1982–1998), lista
- Norvégia (parlamentáris monarchia)
  - Uralkodó – V. Harald király (1991–)
  - Kormányfő – Gro Harlem Brundtland (1990–1996), lista
- Olaszország (köztársaság)
  - Államfő - 
    1. Francesco Cossiga (1985–1992)
    2. Oscar Luigi Scalfaro (1992–1999), lista

  - Kormányfő - 
    1. Giulio Andreotti (1989–1992)
    2. Giuliano Amato (1992–1993), lista
- Oroszország (köztársaság)
  - Államfő – Borisz Jelcin (1990–1999),[9] lista
  - Kormányfő - 
    1. Borisz Jelcin (1991–1992)
    2. Jegor Gajdar (1992)
    3. Viktor Csernomirgyin (1992–1998), lista

  -  Icskéria Csecsen Köztársaság (el nem ismert szakadár állam)
    - Államfő – Dzsohar Dudajev (1991–1996), lista
- Örményország (köztársaság)
  - Államfő – Levon Ter-Petroszján (1990–1998),[10] lista
  - Kormányfő - 
    1. Gagik Harutyunyan (1991–1992)
    2. Koszrov Harutjunjan (1992–1993), lista
- Portugália (köztársaság)
  - Államfő – Mário Soares (1986–1996), lista
  - Kormányfő – Aníbal Cavaco Silva (1985–1995), lista
- Románia (köztársaság)
  - Államfő – Ion Iliescu (1989–1996), lista
  - Kormányfő - 
    1. Theodor Stolojan (1991–1992)
    2. Nicolae Văcăroiu (1992–1996), lista
- San Marino (köztársaság)
  - Régenskapitányok
- Spanyolország (parlamentáris monarchia)
  - Uralkodó – I. János Károly király (1975–2014)
  - Kormányfő – Felipe Gonzáles (1982–1996), lista
- Svájc (konföderáció)
  - Szövetségi Tanács:[11]
René Felber (1987–1993), elnök, Otto Stich (1983–1995), Jean-Pascal Delamuraz (1983–1998), Arnold Koller (1986–1999), Flavio Cotti (1986–1999), Adolf Ogi (1987–2000), Kaspar Villiger (1989–2003)
- Svédország (parlamentáris monarchia)
  - Uralkodó – XVI. Károly Gusztáv király (1973–)
  - Kormányfő – Carl Bildt (1991–1994), lista
- Szlovénia (köztársaság)
  - Államfő – Milan Kučan (1990–2002),[12] lista
  - Kormányfő - 
    1. Lojze Peterle (1990–1992)[12]
    2. Janez Drnovšek (1992–2000), lista
- Ukrajna (köztársaság)
  - Államfő – Leonyid Kravcsuk (1990–1994),[13] lista
  - Kormányfő - 
    1. Vitold Fokin (1990–1992)[13]
    2. Valentin Szimonenko (1992)
    3. Leonyid Kucsma (1992–1993), lista

  -  Krími Autonóm Köztársaság
    - Elnök – Mikola Bahrov (1991–1994)
    - Kormányfő – Vitalij Kurasik (1992–1993)
- Vatikán (abszolút monarchia)
  - Uralkodó – II. János Pál pápa (1978–2005)
  - Államtitkár – Angelo Sodano (1990–2006), lista

## Afrika
- Algéria (köztársaság)
  - Államfő -
    1. Csadli Bendzsedid (1979–1992)
    2. Mohamed Boudiaf (1992) a Legfelsőbb Tanács elnöke
    3. Ali Kafi (1992–1994), lista

  - Kormányfő - 
    1. Szid Ahmed Gozáli (1991–1992)
    2. Belaid Abdesszalam (1992–1993), lista
- Angola (köztársaság)
- az Angolai Népköztársaság 1992. augusztus 27-én felvette az Angolai Köztársaság nevet
  - Államfő – José Eduardo dos Santos (1979–2017), lista
  - Kormányfő - 
    1. Fernando José de França Dias Van-Dúnem (1991–1992)
    2. Marcolino Moco (1992–1996), lista
- Benin (köztársaság)
  - Államfő – Nicéphore Soglo (1991–1996), lista
- Bissau-Guinea (köztársaság)
  - Államfő – João Bernardo Vieira (1984–1999), lista
  - Kormányfő – Carlos Correia (1991–1994), lista
- Botswana (köztársaság)
  - Államfő – Quett Masire (1980–1998), lista
- Burkina Faso (köztársaság)
  - Államfő – Blaise Compaoré (1987–2014), lista
  - Kormányfő – Youssouf Ouédraogo (1992–1994), lista
- Burundi (köztársaság)
  - Államfő – Pierre Buyoya (1987–1993), lista
  - Kormányfő – Adrien Sibomana (1988–1993), lista
- Csád (köztársaság)
  - Államfő – Idriss Déby (1990–2021), lista
  - Kormányfő - 
    1. Jean Alingué Bawoyeu (1991–1992)
    2. Joseph Yodoyman (1992–1993), lista
- Comore-szigetek (köztársaság)
  - Államfő – Said Mohamed Djohar (1989–1995), lista
  - Kormányfő – Mohamed Taki Abdoulkarim (1992), lista
- Dél-afrikai Köztársaság (köztársaság)
  - Államfő – Frederik Willem de Klerk (1989–1994), lista
  -  Bophuthatswana (el nem ismert állam)
    - Államfő – Lucas Mangope (1968–1994)[14]

  -  Ciskei (el nem ismert állam)
    - Államfő – Oupa Gqozo (1990–1994)

  -  Transkei (el nem ismert állam)
    - Államfő – Tutor Nyangelizwe Vulindlela Ndamase (1986–1994)
    - Kormányfő – Bantu Holomisa(1987–1994), lista

  -  Venda (el nem ismert állam)
    - Államfő – Gabriel Ramushwana (1990–1994)
- Dzsibuti (köztársaság)
  - Államfő – Hassan Gouled Aptidon (1977–1999), lista
  - Kormányfő – Barkat Gourad Hamadou (1978–2001), lista
- Egyenlítői-Guinea (köztársaság)
  - Államfő – Teodoro Obiang Nguema Mbasogo (1979–), lista
  - Kormányfő - 
    1. Cristino Seriche Bioko (1982–1992)
    2. Silvestre Siale Bileka (1992–1996), lista
- Egyiptom (köztársaság)
  - Államfő – Hoszni Mubárak (1981–2011), lista
  - Kormányfő – Atef Sedki (1986–1996), lista
- Elefántcsontpart (köztársaság)
  - Államfő – Félix Houphouët-Boigny (1960–1993), lista
  - Kormányfő – Alassane Ouattara (1990–1993), lista
- Etiópia (köztársaság)
  - Államfő – Meles Zenawi (1991–1995), lista
  - Kormányfő – Tamirat Layne (1991–1995), lista
  -  Eritrea (függetlenedő állam)
    - Az Átmeneti Kormány főtitkára – Isaias Afewerki (1991–), lista
- Gabon (köztársaság)
  - Államfő – Omar Bongo (1967–2009), lista
  - Kormányfő – Casimir Oyé-Mba (1990–1994), lista
- Gambia (köztársaság)
  - Államfő – Sir Dawda Jawara (1970–1994), lista
- Ghána (köztársaság)
  - Államfő- Jerry Rawlings (1981–2001), lista
- Guinea (köztársaság)
  - Államfő – Lansana Conté (1984–2008), lista
- Kamerun (köztársaság)
  - Államfő – Paul Biya (1982–), lista
  - Kormányfő - 
    1. Sadou Hayatou (1991–1992)
    2. Simon Achidi Achu (1992–1996), lista
- Kenya (köztársaság)
  - Államfő – Daniel arap Moi (1978–2002), lista
- Kongói Köztársaság (köztársaság)
- A Kongói Népköztársaság 1992. március 15-én vette fel a Kongói Köztársaság nevet
  - Államfő - 
    1. Denis Sassou Nguesso (1979–1992)
    2. Pascal Lissouba (1992–1997), lista

  - Kormányfő – 
    1. André Milongo (1991–1992)
    2. Stéphane Maurice Bongho-Nouarra (1992)
    3. Claude Antoine Dacosta (1992–1993), lista
- Közép-afrikai Köztársaság (köztársaság)
  - Államfő – André Kolingba (1981–1993), lista
  - Kormányfő - 
    1. Edouard Frank (1991–1992)
    2. Timothée Malendoma (1992–1993), lista
- Lesotho (alkotmányos monarchia)
  - Uralkodó – III. Letsie király (1990–1995)
  - Kormányfő – Elias Phisoana Ramaema (1991–1993) a Katonai Tanács elnöke, lista
- Libéria (köztársaság)
  - Államfő – Amos Sawyer (1990–1994), lista
- Líbia (köztársaság)
  - De facto országvezető – Moammer Kadhafi (1969–2011), lista
  - Névleges államfő - 
    1. Abdul Razzak asz-Szausza (1990–1992)
    2. Muhammad az-Zanati (1992–2008), Líbia Népi Kongresszusa főtitkára

  - Kormányfő – Abuzed Omar Dorda (1990–1994), lista
- Madagaszkár (köztársaság)
  - Államfő – Didier Ratsiraka (1975–1993), lista
  - Kormányfő – Guy Razanamasy (1991–1993), lista
- Malawi (köztársaság)
  - Államfő – Hastings Banda (1966–1994), lista
- Mali (köztársaság)
  - Államfő - 
    1. Amadou Toumani Touré (1991–1992)
    2. Alpha Oumar Konaré (1992–2002), lista

  - Kormányfő - 
    1. Soumana Sacko (1991–1992)
    2. Younoussi Touré (1992–1993), lista
- Marokkó (alkotmányos monarchia)
  - Uralkodó – II. Haszan király (1961–1999)
  - Kormányfő - 
    1. Azzeddin Laraki (1986–1992)
    2. Mohammed Karim Lamrani (1992–1994), lista

  -  Nyugat-Szahara (részben elismert állam)
    - Államfő – Mohamed Abdelaziz (1976–2016), lista
    - Kormányfő – Mahfoud Ali Beiba (1988–1993), lista
- Mauritánia (köztársaság)
  - Államfő – Maaouya Ould Sid'Ahmed Taya (1984–2005), lista
  - Kormányfő - 
    1. Maaouya Ould Sid'Ahmed Taya (1984–1992)
    2. Sidi Mohamed Ould Boubacar (1992–1996), lista
- Mauritius (köztársaság)
- Mauritius 1992. március 12-én szüntette meg a monarchiát, neve Mauritiusi Köztársaságra változott.
  - Uralkodó – II. Erzsébet királynő (1968–1992)
  - Főkormányzó – Sir Veerasamy Ringadoo (1986–1992), lista
  - Államfő - 
    1. Sir Veerasamy Ringadoo (1992), ideiglenes államfő
    2. Cassam Uteem (1992–2002), lista

  - Kormányfő – Sir Anerood Jugnauth (1982–1995), lista
- Mayotte (Franciaország tengerentúli megyéje)
  - Prefektus – Jean-Paul Coste (1990–1993), lista
  - A Területi Tanács elnöke – Younoussa Bamana (1991–2004)
- Mozambik (köztársaság)
  - Államfő – Joaquim Chissano (1986–2005), lista
  - Kormányfő – Mário da Graça Machungo (1986–1994), lista
- Namíbia (köztársaság)
  - Államfő – Sam Nujoma (1990–2005), lista
  - Kormányfő – Hage Geingob (1990–2002), lista
- Niger (köztársaság)
  - Államfő – Ali Saïbou (1987–1993), lista
  - Kormányfő – Amadou Cheiffou (1991–1993), lista
- Nigéria (köztársaság)
  - Államfő – Ibrahim Babangida (1985–1993), lista
- Ruanda (köztársaság)
  - Államfő – Juvénal Habyarimana (1973–1994), lista
  - Kormányfő - 
    1. Sylvestre Nsanzimana (1991–1992)
    2. Dismas Nsengiyaremye (1992–1993), lista
- São Tomé és Príncipe (köztársaság)
  - Államfő – Miguel Trovoada (1991–1995), lista
  - Kormányfő - 
    1. Daniel Daio (1991–1992)
    2. Norberto Costa Alegre (1992–1994), lista
- Seychelle-szigetek (köztársaság)
  - Államfő – France-Albert René (1977–2004), lista
- Sierra Leone (köztársaság)
  - Államfő - 
    1. Joseph Saidu Momoh (1985–1992)
    2. Yahya Kanu (1992) az Átmeneti Katonai Tanács elnöke
    3. Valentine Strasser (1992–1996), lista
- Szenegál (köztársaság)
  - Államfő – Abdou Diouf (1981–2000), lista
  - Kormányfő – Habib Thiam (1991–1998), lista
- Szent Ilona, Ascension és Tristan da Cunha (Egyesült Királyság tengerentúli területe)
  - Kormányzó – Alan Hoole (1991–1995), lista
- Szomália (köztársaság)
  - Államfő – nincs betöltve (1991–1995), lista
  - Kormányfő – Umar Arteh Ghalib (1991–1997), lista
  -  Szomáliföld (el nem ismert szakadár állam)
    - Államfő – Abdirahman Ahmed Ali Tuur (1991–1993), lista
- Szudán (köztársaság)
  - Államfő – Omar el-Basír (1989–2019), lista
- Szváziföld (abszolút monarchia)
  - Uralkodó – II. Mswati, király (1986–)
  - Kormányfő – Obed Dlamini (1989–1993), lista
- Tanzánia (köztársaság)
  - Államfő – Ali Hassan Mwinyi (1985–1995), lista
  - Kormányfő – John Malecela (1990–1994), lista
  -  Zanzibár
    - Államfő – Salmin Amour (1990–2000), elnök
    - Kormányfő – Omar Ali Juma (1988–1995), főminiszter
- Togo (köztársaság)
  - Államfő – Gnassingbé Eyadéma (1967–2005), lista
  - Kormányfő – Joseph Kokou Koffigoh (1991–1994), lista
- Tunézia (köztársaság)
  - Államfő – Zín el-Ábidín ben Ali (1987–2011), lista
  - Kormányfő – Hamed Karoui (1989–1999), lista
- Uganda (köztársaság)
  - Államfő – Yoweri Museveni (1986–), lista
  - Kormányfő – George Cosmas Adyebo (1991–1994), lista
- Zaire (köztársaság)
  - Államfő – Mobutu Sese Seko (1965–1997), lista
  - Kormányfő - 
    1. Jean Nguza Karl-i-Bond (1991–1992)
    2. Étienne Tshisekedi (1992–1993), lista
- Zambia (köztársaság)
  - Államfő – Frederick Chiluba (1991–2002), lista
- Zimbabwe (köztársaság)
  - Államfő – Robert Mugabe (1987–2017), lista
- Zöld-foki Köztársaság (köztársaság)
  - Államfő – António Mascarenhas Monteiro (1991–2001), lista
  - Kormányfő – Carlos Veiga (1991–2000), lista

## Dél-Amerika
- Argentína (köztársaság)
  - Államfő – Carlos Menem (1989–1999), lista
- Bolívia (köztársaság)
  - Államfő – Jaime Paz Zamora (1989–1993), lista
- Brazília (köztársaság)
  - Államfő - 
    1. Fernando Collor de Mello (1990–1992)
    2. Itamar Franco (1992–1995), lista
- Chile (köztársaság)
  - Államfő – Patricio Aylwin (1990–1994), lista
- Ecuador (köztársaság)
  - Államfő - 
    1. Rodrigo Borja Cevallos (1988–1992)
    2. Sixto Durán Ballén (1992–1996), lista
- Falkland-szigetek (Az Egyesült Királyság tengerentúli területe)
  - Kormányzó - 
    1. William Hugh Fullerton (1988–1992)
    2. David Tatham (1992–1996), lista

  - Kormányfő – Ronald Sampson (1989–1994), lista
- Guyana (köztársaság)
  - Államfő - 
    1. Desmond Hoyte (1985–1992)
    2. Cheddi Jagan (1992–1997), lista

  - Miniszterelnök - 
    1. Hamilton Green (1985–1992)
    2. Sam Hinds (1992–1999), lista
- Kolumbia (köztársaság)
  - Államfő – César Gaviria (1990–1994), lista
- Paraguay (köztársaság)
  - Államfő – Andrés Rodríguez (1989–1993), lista
- Peru (köztársaság)
  - Államfő – Alberto Fujimori (1990–2000), lista
  - Kormányfő - 
    1. Alfonso de Los Heros (1991–1992)
    2. Oscar De La Puente (1992–1993), lista
- Suriname (köztársaság)
  - Államfő – Ronald Venetiaan (1991–1996), lista
- Uruguay (köztársaság)
  - Államfő – Luis Alberto Lacalle (1990–1995), lista
- Venezuela (köztársaság)
  - Államfő – Carlos Andrés Pérez (1989–1993), lista

## Észak- és Közép-Amerika
- Amerikai Egyesült Államok (köztársaság)
  - Államfő – George H. W. Bush (1989–1993), lista
  -  Puerto Rico (Az Egyesült Államok társult állama)
    - Kormányzó – Rafael Hernández Colón (1985–1993), lista

  -  Amerikai Virgin-szigetek (Az Egyesült Államok társult állama)
    - Kormányzó – Alexander A. Farrelly (1987–1995), lista
- Anguilla (Az Egyesült Királyság tengerentúli területe)
  - Kormányzó - 
    1. Brian G.J. Canty (1989–1992)
    2. Alan Shave (1992–1995), lista

  - Főminiszter – Emile Gumbs (1984–1994)
- Antigua és Barbuda (parlamentáris monarchia)
  - Uralkodó – II. Erzsébet királynő, Antigua és Barbuda királynője, (1981–2022)
  - Főkormányzó – Sir Wilfred Jacobs (1967–1993), lista
  - Kormányfő – Vere Bird (1976–1994),[15] lista
- Aruba (A Holland Királyság társult állama)
  - Uralkodó – Beatrix királynő, Aruba királynője, (1980–2013)
  - Kormányzó - 
    1. Felipe Tromp (1986–1992)
    2. Olindo Koolman (1992–2004), lista

  - Miniszterelnök – Nelson Oduber (1989–1994), lista
- Bahama-szigetek (parlamentáris monarchia)
  - Uralkodó – II. Erzsébet királynő, a Bahama-szigetek királynője (1973–2022)
  - Főkormányzó - 
    1. Sir Henry Milton Taylor (1988–1992)
    2. Sir Clifford Darling (1992–1995), lista

  - Kormányfő - 
    1. Sir Lynden Pindling (1967–1992)[16]
    2. Hubert Ingraham (1992–2002), lista
- Barbados (parlamentáris monarchia)
  - Uralkodó – II. Erzsébet királynő, Barbados királynője (1966–2021)
  - Főkormányzó – Dáma Nita Barrow (1990–1995), lista
  - Kormányfő – Lloyd Erskine Sandiford (1987–1994), lista
- Belize (parlamentáris monarchia)
  - Uralkodó – II. Erzsébet királynő, Belize királynője, (1981–2022)
  - Főkormányzó – Dáma Elmira Minita Gordon (1981–1993), lista
  - Kormányfő – George Cadle Price (1989–1993), lista
- Bermuda (Az Egyesült Királyság tengerentúli területe)
  - Kormányzó - 
    1. Sir Desmond Langley (1988–1992)
    2. David Waddington (1992–1997), lista

  - Kormányfő – Sir John Swan (1982–1995), lista
- Brit Virgin-szigetek (Az Egyesült Királyság tengerentúli területe)
  - Kormányzó – Peter Alfred Penfold (1991–1995), lista
  - Kormányfő – Lavity Stoutt (1986–1995), lista
- Costa Rica (köztársaság)
  - Államfő – Rafael Ángel Calderón Fournier (1990–1994), lista
- Dominikai Közösség (köztársaság)
  - Államfő – Sir Clarence Seignoret (1983–1993), lista
  - Kormányfő – Dáma Eugenia Charles (1980–1995), lista
- Dominikai Köztársaság (köztársaság)
  - Államfő – Joaquín Balaguer (1986–1996), lista
- Salvador (köztársaság)
  - Államfő – Alfredo Cristiani (1989–1994), lista
- Grenada (parlamentáris monarchia)
  - Uralkodó – II. Erzsébet királynő, Grenada királynője, (1974–2022)
  - Főkormányzó - 
    1. Sir Paul Scoon (1978–1992)
    2. Sir Reginald Palmer (1992–1996), lista

  - Kormányfő – Nicholas Brathwaite (1990–1995), lista
- Guatemala (köztársaság)
  - Államfő – Jorge Serrano Elías (1991–1993), lista
- Haiti (köztársaság)
  - Államfő - 
    1. Joseph Nérette (1991–1992)
    2. Marc Bazin (1992–1993), lista

  - Kormányfő –
    1. Jean-Jacques Honorat (1991–1992)
    2. Marc Bazin (1992–1993), lista
- Holland Antillák (A Holland Királyság társult állama)
  - Uralkodó – Beatrix királynő, a Holland Antillák királynője, (1980–2010)
  - Kormányzó – Jaime Saleh (1990–2002), lista
  - Miniszterelnök – Maria Liberia Peters (1988–1993), lista
- Honduras (köztársaság)
  - Államfő – Rafael Leonardo Callejas Romero (1990–1994), lista
- Jamaica (parlamentáris monarchia)
  - Uralkodó – II. Erzsébet királynő, Jamaica királynője, (1962–2022)
  - Főkormányzó – Sir Howard Cooke (1991–2006), lista
  - Kormányfő - 
    1. Michael Manley (1989–1992)
    2. P. J. Patterson (1992–2006), lista
- Kajmán-szigetek (Az Egyesült Királyság tengerentúli területe)
  - Kormányzó - 
    1. Alan James Scott (1987–1992)
    2. Michael Edward John Gore (1992–1995), lista

  - Kormányfő – Thomas Jefferson (1992–1994), lista
- Kanada (parlamentáris monarchia)
  - Uralkodó – II. Erzsébet királynő, Kanada királynője, (1952–2022)
  - Főkormányzó – Ray Hnatyshyn (1989–1995), lista
  - Kormányfő – Brian Mulroney (1984–1993), lista
- Kuba (népköztársaság)
  - A kommunista párt főtitkára – Fidel Castro (1965–2011), főtitkár
  - Államfő – Fidel Castro (1976–2008), lista
  - Miniszterelnök – Fidel Castro (1959–2008), lista
- Mexikó (köztársaság)
  - Államfő – Carlos Salinas de Gortari (1988–1994), lista
- Montserrat (Az Egyesült Királyság tengerentúli területe)
  - Kormányzó – David G. P. Taylor (1990–1993), lista
  - Kormányfő – Reuben Meade (1991–1996), lista
- Nicaragua (köztársaság)
  - Államfő – Violeta Chamorro (1990–1997), lista
- Panama (köztársaság)
  - Államfő – Guillermo Endara (1989–1994), lista
- Saint Kitts és Nevis (parlamentáris monarchia)
  - Uralkodó – II. Erzsébet királynő, Saint Kitts és Nevis királynője, (1983–2022)
  - Főkormányzó – Sir Clement Arrindell (1981–1995),[17] lista
  - Kormányfő – Kennedy Simmonds (1980–1995), lista
  -  Nevis
    - Főkormányzó-helyettes – 
      1. Weston Parris (1983–1992)
      2. nincs betöltve (1992–1994)

    - Főminiszter – 
      1. Simeon Daniel (1983–1992)
      2. Vance Amory (1992–2006)
- Saint Lucia (parlamentáris monarchia)
  - Uralkodó – II. Erzsébet királynő, Szent Lucia királynője, (1979–2022)
  - Főkormányzó – Sir Stanislaus James (1988–1996), lista
  - Kormányfő – John Compton (1982–1996), lista
- Saint-Pierre és Miquelon (Franciaország külbirtoka)
  - Prefektus - 
    1. Kamel Khrissate (1991–1992)
    2. Yves Henry (1992–1994), lista

  - A Területi Tanács elnöke – Marc Plantegenest (1984–1994), lista
- Saint Vincent és a Grenadine-szigetek (parlamentáris monarchia)
  - Uralkodó – II. Erzsébet királynő, Saint Vincent királynője, (1979–2022)
  - Főkormányzó – Sir David Emmanuel Jack (1989–1996), lista
  - Kormányfő – Sir James Fitz-Allen Mitchell(1984–2000), lista
- Trinidad és Tobago (köztársaság)
  - Államfő – Noor Hassanali (1987–1997), lista
  - Kormányfő – Patrick Manning (1991–1995), lista
- Turks- és Caicos-szigetek (Az Egyesült Királyság tengerentúli területe)
  - Kormányzó – Michael J. Bradley (1987–1993), lista
  - Főminiszter – Washington Misick (1991–1995), lista

## Ázsia
- Afganisztán (teokratikus állam)
- Az Afgán Köztársaság 1992. április 28-án felvette az Afganisztán Iszlám Köztársaság nevet.
  - Államfő – 
    1. Nadzsib (1987–1992)
    2. Abdul Rahim Hatef (1992)
    3. Szibgatullah Modzsaddedi (1992)
    4. Burhanuddin Rabbani (1992–2001), lista

  - Kormányfő – 
    1. Fazal Hakk Kalikjar (1990–1992)
    2. Abdul Szabur Farid Kohisztani (1992), lista
- Bahrein (alkotmányos monarchia)
  - Uralkodó – II. Ísza emír (1961–1999)[18]
  - Kormányfő – Halífa ibn Szalmán Al Halífa, lista (1970–2020)[19]
- Banglades (köztársaság)
  - Államfő – Abdur Rahman Biswas (1991–1996), lista
  - Kormányfő – Khaleda Zia (1991–1996), lista
- Bhután (abszolút monarchia)
  - Uralkodó – Dzsigme Szingye Vangcsuk király (1972–2006)
- Brunei (abszolút monarchia)
  - Uralkodó – Hassanal Bolkiah, szultán (1967–)[20]
  - Kormányfő – Hassanal Bolkiah szultán (1984–), lista
- Dél-Korea (köztársaság)
  - Államfő – No Tehu (1988–1993), lista
  - Kormányfő - 
    1. Csung Vonsik (1991–1992)
    2. Hjung Szungjong (1992–1993), lista
- Egyesült Arab Emírségek (abszolút monarchia) -
  - Elnök – Zájed bin Szultán Ál Nahján (1971–2004), lista
  - Kormányfő – Maktúm bin Rásid Ál Maktúm (1990–2006), lista
  - Az egyes Emírségek uralkodói (lista):
    - Abu-Dzabi – Zájed bin Szultán Ál Nahján (1971–2004)
    - Adzsmán – Humajd ibn Rásid an-Nuajmi (1981–)
    - Dubaj – Maktúm bin Rásid Ál Maktúm (1990–2006)
    - Fudzsejra – Hamad ibn Muhammad as-Sarki (1974–)
    - Rász el-Haima – Szakr ibn Muhammad al-Kászimi (1948–2010)
    - Sardzsa – Szultán ibn Muhammad al-Kászimi (1987–)
    - Umm al-Kaivain – Rásid ibn Ahmad al-Mualla (1981–2009)
- Észak-Korea (népköztársaság)
  - A kommunista párt főtitkára – Kim Ir Szen (1948–1994), főtitkár
  - Államfő – Kim Ir Szen (1972–1994), országvezető
  - Kormányfő - 
    1. Jon Hjongmuk (1988–1992)
    2. Kang Szongszan (1992–1997), lista
- Fülöp-szigetek (köztársaság)
  - Államfő - 
    1. Corazón Aquino (1986–1992)
    2. Fidel V. Ramos (1992–1998), lista
- Hongkong (brit koronafüggőség)
  - Kormányzó - 
    1. Sir David Wilson (1987–1992)
    2. Chris Patten (1992–1997), lista
- India (köztársaság)
  - Államfő - 
    1. R. Venkataraman (1987–1992)
    2. Shankar Dayal Sharma (1992–1997), lista

  - Kormányfő – P. V. Narasimha Rao (1991–1996), lista
- Indonézia (köztársaság)
  - Államfő – Suharto (1967–1998), lista
- Irak (köztársaság)
  - Államfő – Szaddám Huszein (1979–2003), lista
  - Kormányfő – Mohammed Amza Zubeidi (1991–1993), lista
- Irán (köztársaság)
  - Legfelső vallási vezető – Ali Hámenei (1989–), lista
  - Államfő – Ali Akbar Hasemi Rafszandzsáni (1989–1997), lista
- Izrael (köztársaság)
  - Államfő – Háim Hercog (1983–1993), lista
  - Kormányfő - 
    1. Jichák Sámír (1986–1992)
    2. Jichák Rabin (1992–1995), lista
- Japán (parlamentáris monarchia)
  - Uralkodó – Akihito császár (1989–2019)
  - Kormányfő – Mijazava Kiicsi (1991–1993), lista
- Jemen (köztársaság)
  - Államfő – Ali Abdullah Szaleh (1978–2012),[21] lista
  - Kormányfő – Haidar Abu Bakr al-Attasz (1990–1994), lista
- Jordánia (alkotmányos monarchia)
  - Uralkodó – Huszejn király (1952–1999)
  - Kormányfő – Zaíd ibn Sáker (1991–1993), lista
- Kambodzsa (parlamentáris monarchia)
  - Államtanács elnöke – 
    1. Heng Szamrin (1989–1992)
    2. Csea Szim (1992–1993)

  - A Legfelsőbb Népi Tanács elnöke – Norodom Szihanuk (1991–1993)
  - Kormányfő - 
    - Hun Szen (1985–2023),[22] lista
- Katar (abszolút monarchia)
  - Uralkodó – Halífa emír (1972–1995)
  - Kormányfő – Halífa emír (1970–1995)[23]
- Kazahsztán (köztársaság)
  - Államfő – Nurszultan Nazarbajev (1990–2019),[24] lista
  - Kormányfő – Szergej Tyerescsenko (1991–1994), lista
- Kína (népköztársaság)
  - A kommunista párt főtitkára – Csiang Cömin (1989–2002), főtitkár
  - Államfő – Jang Sang-kun (1988–1993), lista
  - Kormányfő – Li Peng (1987–1998), lista
- Kirgizisztán (köztársaság)
  - Államfő – Aszkar Akajev (1990–2005),[25] lista
  - Kormányfő - 
    1. Andrej Iordan (1991–1992)
    2. Turszunbek Csingisev (1992–1993), lista
- Kuvait (alkotmányos monarchia)
  - Uralkodó – III. Dzsáber emír (1977–2006),[26]
  - Kormányfő – Szaad al-Abdulláh al-Szálim asz-Szabáh (1978–2003),[26] lista
- Laosz (népköztársaság)
  - A kommunista párt főtitkára - 
    1. Kajszone Phomviháne (1975–1992)
    2. Khamtaj Sziphandon (1992–2006), főtitkár

  - Államfő - 
    1. Kajszone Phomviháne (1991–1992)
    2. Nuhak Phoumszavanh (1992–1998), lista

  - Kormányfő – Khamtaj Sziphandon (1991–1998), lista
- Libanon (köztársaság)
  - Államfő – Eliasz al-Hravi (1989–1998), lista
  - Kormányfő - 
    1. Omar Karami (1990–1992)
    2. Rachid Solh (1992)
    3. Rafik Hariri (1992–1998), lista
- Makaó (Portugália tengerentúli területe)
  - Kormányzó – Vasco Joaquim Rocha Vieira (1991–1999), kormányzó
- Malajzia (parlamentáris monarchia)
  - Uralkodó – Azlan sah szultán (1989–1994)
  - Kormányfő – Mahathir bin Mohamad (1981–2003), lista
- Maldív-szigetek (köztársaság)
  - Államfő – Maumoon Abdul Gayoom (1978–2008), lista
- Mianmar (köztársaság)
  - Államfő - 
    1. Saw Maung (1988–1992)
    2. Than Shwe (1992–2011), lista

  - Kormányfő - 
    1. Saw Maung (1988–1992)
    2. Than Shwe (1992–2003), lista
- Mongólia (köztársaság)
  - Államfő – Punszalmágín Ocsirbat (1990–1997), lista
  - Kormányfő - 
    1. Dasín Bjambaszüren (1990–1992)
    2. Puncagiin Dzsaszraj (1992–1996), lista
- Nepál (alkotmányos monarchia)
  - Uralkodó – Bírendra király (1972–2001)
  - Kormányfő – Giridzsa Praszad Koirala (1991–1994), lista
- Omán (abszolút monarchia)
  - Uralkodó – Kábúsz szultán (1970–2020)
  - Kormányfő – Kábúsz bin Száid al Száid (1972–2020), lista
- Pakisztán (köztársaság)
  - Államfő – Gulám Isák Kán (1988–1993), lista
  - Kormányfő – Naváz Saríf (1990–1993), lista
- Srí Lanka (köztársaság)
  - Államfő – Ranasinghe Premadasa (1989–1993), lista
  - Kormányfő – Dingiri Banda Vidzsetunge (1989–1993), lista
- Szaúd-Arábia (abszolút monarchia)
  - Uralkodó – Fahd király (1982–2005)
  - Kormányfő – Fahd király (1982–2005)
- Szingapúr (köztársaság)
  - Államfő – Ví Kimví (1985–1993), lista
  - Kormányfő – Go Csok-tong (1990–2004), lista
- Szíria (köztársaság)
  - Államfő – Hafez al-Aszad (1971–2000), lista
  - Kormányfő – Mahmoud Zuabi (1987–2000), lista
- Tajvan (köztársaság)
  - Államfő – Li Teng-huj (1988–2000), lista
  - Kormányfő – Hau Pejcun (1990–1993), lista
- Tádzsikisztán (köztársaság)
  - Államfő - 
    1. Rahmon Nabijev (1991–1992)
    2. Akbarso Iszkandrov (1992)
    3. Emomali Rahmon (1992–), lista

  - Kormányfő - 
    1. Izatullo Khajojev (1991–1992)
    2. Akbar Mirzojev (1992)
    3. Abdumalik Abdulladzsanov (1992–1993), lista
- Thaiföld (parlamentáris monarchia)
  - Uralkodó – Bhumibol Aduljadezs király (1946–2016)
  - Kormányfő - 
    1. Anand Panyaracsun (1991–1992)
    2. Szucsinda Kraprajún (1992)
    3. Meecsáj Rucsuphan (1992)
    4. Anand Panyaracsun (1992)
    5. Csuan Leekpáj (1992–1995), lista
- Törökország (köztársaság)
  - Államfő – Turgut Özal (1989–1993), lista
  - Kormányfő – Süleyman Demirel (1991–1993), lista
- Türkmenisztán (köztársaság)
  - Államfő – Saparmyrat Nyýazow (1990–2006),[27] lista
  - Kormányfő – Han Ahmedov (1989–1992), a Türkmén Minisztertanács elnöke
- Üzbegisztán (köztársaság)
  - Államfő – Islom Karimov (1990–2016),[28] lista
  - Kormányfő – Abdulhashim Mutalov (1992–1995), lista
- Vietnám (népköztársaság)
  - A kommunista párt főtitkára – Đỗ Mười (1991–1997), főtitkár
  - Államfő - 
    1. Võ Chí Công (1987–1992)
    2. Lê Đức Anh (1992–1997), lista

  - Kormányfő – Võ Văn Kiệt (1991–1997), lista

## Óceánia
- Amerikai Szamoa (Az Amerikai Egyesült Államok külterülete)
  - Kormányzó – Peter Tali Coleman (1989–1993), lista
- Ausztrália (parlamentáris monarchia)
  - Uralkodó – II. Erzsébet királynő, Ausztrália királynője, (1952–2022)
  - Főkormányzó – Bill Hayden (1989–1996), lista
  - Kormányfő – Paul Keating (1991–1996), lista
  -  Karácsony-sziget (Ausztrália külterülete)
    - Adminisztrátor - 
      1. P. Gifford (1991–1992) megbízott
      2. Michael John Grimes (1992–1994)

  -  Kókusz (Keeling)-szigetek (Ausztrália külterülete)
    - Adminisztrátor -
      1. Barry Cunningham (1990–1992)
      2. John Bell Read (1992–1994)

  -  Norfolk-sziget (Ausztrália autonóm területe)
    - Adminisztrátor - 
      1. Herbert Bruce MacDonald (1989–1992)
      2. Alan Gardner Kerr (1992–1997)

    - Kormányfő - 
      1. David Buffett (1989–1992)
      2. John Terence Brown (1992–1994), lista
- Északi-Mariana-szigetek (Az USA külbirtoka)
  - Kormányzó – Lorenzo De Leon Guerrero (1990–1994), lista
- Fidzsi (köztársaság)
  - Államfő – Penaia Ganilau (1987–1993), lista
  - Kormányfő - 
    1. Ratu Sir Kamisese Mara (1987–1992)
    2. Sitiveni Rabuka (1992–1999), lista
- Francia Polinézia (Franciaország külterülete)
  - Főbiztos - 
    1. Jean Montpezat (1987–1992)
    2. Michel Jau (1992–1994), lista

  - Kormányfő – Gaston Flosse (1991–2004), lista
- Guam (Az USA külterülete)
  - Kormányzó – Joseph Franklin Ada (1987–1995), lista
- Kiribati (köztársaság)
  - Államfő – Teatao Teannaki (1991–1994), lista
- Marshall-szigetek (köztársaság)
  - Államfő – Amata Kabua (1979–1996),[29] lista
- Mikronézia (köztársaság)
  - Államfő – Bailey Olter (1991–1997), lista
- Nauru (köztársaság)
  - Államfő – Bernard Dowiyogo (1989–1995), lista
- Nyugat-Szamoa (parlamentáris monarchia)
  - Uralkodó – Malietoa Tanumafili II, O le Ao o le Malo (1962–2007)
  - Kormányfő – Tofilau Eti Alesana (1988–1998), lista
- Palau (ENSZ gyámsági terület)
  - Államfő – Ngiratkel Etpison (1989–1993), lista
- Pápua Új-Guinea (parlamentáris monarchia)
  - Uralkodó – II. Erzsébet királynő, Pápua Új-Guinea királynője (1975–2022)
  - Főkormányzó – Sir Wiwa Korowi (1991–1997), lista
  - Kormányfő - 
    1. Rabbie Namaliu (1988–1992)
    2. Paias Wingti (1992–1994), lista

  -  Bougainville (autonóm terület)
  - Miniszterelnök – Sam Tulo (1990–1995) adminisztrátor
- Pitcairn-szigetek (Az Egyesült Királyság külbirtoka)
  - Kormányzó – David Moss (1990–1994), lista
- Salamon-szigetek (parlamentáris monarchia)
  - Uralkodó – II. Erzsébet királynő, a Salamon-szigetek királynője (1978–2022)
  - Főkormányzó – George Lepping (1988–1994), lista
  - Kormányfő – Solomon Mamaloni (1989–1993), lista
- Tonga (alkotmányos monarchia)
  - Uralkodó – IV. Tāufaʻāhau Tupou király (1965–2006)[30]
  - Kormányfő – Baron Vaea (1991–2000), lista
- Tuvalu (parlamentáris monarchia)
  - Uralkodó – II. Erzsébet királynő, Tuvalu királynője (1978–2022)
  - Főkormányzó – Sir Toaripi Lauti (1990–1993), lista
  - Kormányfő – Bikenibeu Paeniu (1989–1993), lista
- Új-Kaledónia (Franciaország külbirtoka)
  - Főbiztos – Alain Christnacht (1991–1994), lista
- Új-Zéland (parlamentáris monarchia)
  - Uralkodó – II. Erzsébet királynő, Új-Zéland királynője (1952–2022)
  - Főkormányzó – Dame Catherine Tizard (1990–1996), lista
  - Kormányfő – Jim Bolger (1990–1997), lista
  -  Cook-szigetek (Új-Zéland társult állama)
    - A királynő képviselője – Sir Apenera Short (1990–2000)
    - Kormányfő – Geoffrey Henry (1989–1999), lista

  -  Niue (Új-Zéland társult állama)
    - Kormányfő - 
      1. Sir Robert Rex (1974–1992)
      2. Young Vivian (1992–1993), lista

  -  Tokelau-szigetek (Új-Zéland külterülete)
    - Adminisztrátor - 
      1. Graham Keith Ansell (1990–1992)
      2. Brian Absolum (1992–1993)

    - Kormányfő – Kuresa Nasau (1992–1993), lista
- Vanuatu (köztársaság)
  - Államfő – Frederick Karlomuana Timakata (1989–1994), lista
  - Kormányfő – Maxime Carlot Korman (1991–1995), lista
- Wallis és Futuna (Franciaország külterülete)
  - Főadminisztrátor – Robert Pommies (1990–1993), lista
  - Területi Gyűlés elnöke - 
    1. Clovis Logologofolau (1990–1992)
    2. Soane Mani Uhila (1992–1994), lista